# Mennica w Oławie
Mennica w Oławie – mennica:
- Księstwa Legnicko-Brzeskiego, w której 
  - na przełomie XIII i XIV w. bito kwartniki,
  - Anna Maria (1621–1639) biła jednostronne halerze bez daty, sygnowane literą „O” (Olavia)
  - Jan Chrystian (1621–1639) bił w latach 1621–1623:
    - 3 krajcary (MO.NO.ARGENT.OLAV.),
    - 24 krajcary,
    - talary,
    - 3 dukaty,

  - Jerzy Rudolf (1621–1652) bił w 1622 r. 3 krajcary,
- Stanów Śląskich (1621–1623), w której w 1621 r. wybito:
  - 30 krajcarów,
  - jednostronne klipy:
    - w srebrze
      - ¾ talara
      - 1½ talara
      - 3 talary,
      - 6 talarów,

    - w złocie 12½ talara.